# Црква Светог цара Константина и царице Јелене у Влашкој
Црква Светог цара Константина и царице Јелене у Влашкој, насељеном месту на територији градске општине Младеновац припада Епархији шумадијској Српске православне цркве. Евидентирана је као непокретно културно добро које ужива статус претходне заштите.
Црква је подигнута 1909. године.